# Муравьёвы
Муравьевы (Муравьевы-Амурские, Муравьевы-Апостолы) — русский дворянский и графский род.
В Гербовник внесены две фамилии Муравьёвых.:
1. Потомство Василия Алаповского (сюда принадлежат, и Муравьевы-Апостолы, и графы Муравьёвы), жившего в XV веке (Герб. Часть I. № 59).
2. Игнатий Муравьев, пожалованный в дворянское достоинство в 1741 г. (Герб. Часть II. № 138)

Род внесён в V и VI части родословных книг Новгородской, СПб., Владимирской и Пензенской губ.

## Происхождение и история рода
Происходит от рязанского сына боярского Василия Алаповского, дети которого, Есип Пуща и Иван Муравей, переведены были в 1488 г. на поместья в Новгород и стали родоначальниками: Есип — Пущиных, а Иван — Муравьёвых.
Потомки Ивана Муравья в XVIII веке: подполковник Ерофей Федорович Муравьёв (убит в турецкую войну в 1739) и братья — подполковник Невского полка Артамон Захарьевич (ум. 1745) и Воин Захарьевич (1665—1710).
Племянник Никиты Артамоновича, Иван Матвеевич, унаследовал от матери фамилию Апостол; со смертью старшего сына его Матвея (см.), в 1886 г., фамилия Муравьёв-Апостол перешла в род Коробьиных.

## Графы Муравьёвы
Высочайшим указом (от 26 августа 1852) генерал от инфантерии Николай Николаевич Муравьёв возведён в графское достоинство Российской империи с наименованием графом Муравьёвым-Амурским.
Высочайшим указом (от 16 июня 1882) унтер-офицеру лейб-гвардии Преображенского полка Валериану Валериановичу Муравьёву разрешено принять титул и фамилию графа Муравьёва-Амурского.
Высочайшим указом (от 17 апреля 1865) генерал от инфантерии Михаил Николаевич Муравьёв возведён в графское достоинство Российской империи. Для него был составлен и утверждён герб, в котором элементы из дворянского герба дополнялись соответствующими титулу элементами (Герб. Ч. XVI. № 5).

## Известные представители XVI —  XVII веков
- Муравьёв Степан Григорьевич  —  новгородский сын боярский, жалован вотчиной (1550).
- Муравьёв Иван Иванович Сморчков —  за службу, ему приданы 3 деревни (1551).
- Муравьёв Арсений Иванович Еныш — находился в товарищах при окольничем Семёне Нагом, при описании Шелонской пятины (1551).
- Муравьёвы: Никита и Никифор Елизаровичи  — жалованы вотчинами (1551).
- Муравьёв Григорий Степанович — помещик Шелонской пятины (1586).
- Муравьёв Максим Герасимович — московский дворянин, голова у стрельцов и казаков (1606).
- Муравьёв Иван Никитич — сожжён шведами при взятии ими Новгорода (16 июля 1611).
- Муравьёв Григорий Никитич — воевода в Ладоге (1611 и 1625-1626)[3].
- Муравьёвы: Фёоктист Фёдорович, Степан Григорьевич и Фёдор Максимович — новгородские городовые дворяне, жалованы вотчинами за Новгородское осадное сидение (1617).
- Муравьёв Пимен Фёдорович — новгородский городовой дворянин,  участвовал в Новгородском (1617) и московском (1618) осадном сидениях, Ливонской войне, жалован вотчинами, находился в плену в Риге (1657).
- Муравьёв Матвей Дмитриевич Шаврук — ездил в Москву выборным от новгородцев и шведов (1614), воевода в Порхове (1619-1620)[3], убит.
- Муравьёв Тихомир Герасимович — участник московского осадного сидения (1618-1619).
- Муравьёв Семён Фёдорович — жалован вотчиной (1620), окладчик (1634), голова новгородских стрельцов (1634-1638), послан в Яблонов (1638), судья в Новгороде (1644-1649).
- Муравьёв Иван Степанович — недоросль (1638), за литовскую службу и брестский бой (1657), за немецкую службу, рану и полонение в Колывани, жалован вотчиной.
- Муравьёв Яков Матвеевич Шаврук — московский дворянин (1638-1648).
- Муравьёвы: Ефим Иванович и Захарий Пименович — стряпчие (1680-1692)[4].
- Муравьёв Ефим Афанасьевич — стольник (1686-1692)[4], жалован вотчиной.

## Знаменитые представители рода XVIII—XIX веков
- Ерофей Фёдорович (?—1739)

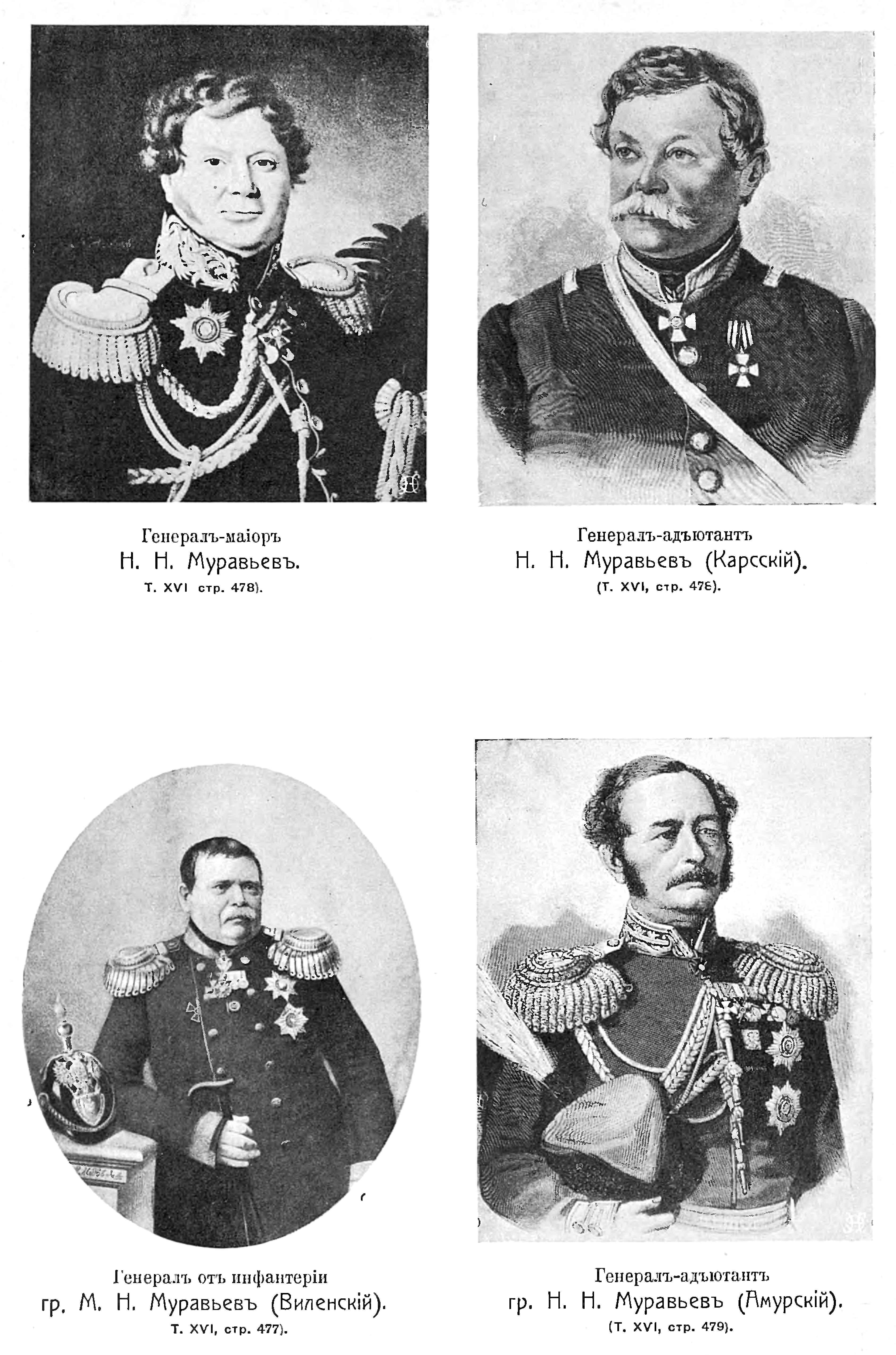
Портреты из статьи «Муравьевы»
(«Военная энциклопедия Сытина»)

  - Николай Ерофеевич (1724—1770) — генерал-инженер, сенатор.
    - Николай Николаевич (1768—1840) — основатель Московского учебного заведения для колонновожатых.
      - Александр Николаевич (1792—1864) — декабрист, создатель «Союза спасения».
      - Николай Николаевич Муравьёв-Карсский (1793—1866) — генерал от инфантерии, военный и государственный деятель.
      - граф Михаил Николаевич Муравьёв-Виленский (1796—1866) — генерал от инфантерии, губернатор Северо-Западного края, министр государственных имуществ.
        - граф Николай Михайлович (1819—1867) — действительный статский советник, генерал-майор; Ковенский, Рязанский, Вятский и Саратовский гражданский губернатор.
          - граф Михаил Николаевич (1845—1900) — дипломат, министр иностранных дел.

        - граф Леонид Михайлович (1821—1881) — герольдмейстер, тайный советник.
          - граф Владимир Леонидович (1861—1940) — русский художник-пейзажист.
          - граф Николай Леонидович (1866—1940) — государственный деятель, московский губернатор (1913—1916), сенатор (1916—1917).

      - Андрей Николаевич (1805—1874) — духовный писатель, камергер, действительный статский советник.

- Артамон Захарьевич (?—1745)
  - Никита Артамонович (1721—1799) — сенатор, тайный советник.
    - Михаил Никитич (1757—1807) — сенатор, тайный советник, попечитель Московского университета, писатель.
      - Никита Михайлович (1796—1843) — декабрист, автор «Конституции».
      - Александр Михайлович (1802—1853) — корнет, декабрист.

  - Матвей Артамонович (1711—?) — генерал-майор, мемуарист.
    - Иван Матвеевич Муравьёв-Апостол (1762—1851) — русский писатель, государственный и общественный деятель, сенатор.
      - Матвей Иванович (1793—1886) — декабрист.
      - Сергей Иванович (1796—1826) — декабрист.
      - Ипполит Иванович (1806—1826) — декабрист.

    - Захарий Матвеевич (1759—?) — действительный статский советник.
      - Артамон Захарович (1793—1846) — декабрист.
      - Александр Захарович (1795—1842) — генерал-лейтенант, герой русско-турецкой войны 1828—1829 годов.

    - Иван Матвеевич — майор артиллерии.
      - Матвей Иванович (1784—1836) — генерал-майор флота, исследователь Алеутских островов, правитель Русской Америки.

  - Фёдор Артамонович — полковник.
    - Александр Фёдорович — действительный статский советник, Санкт-Петербургский обер-полицмейстер (1797—1798).
- Воин Захарьевич (1665—1710)
  - Муравьёв, Степан Воинович (1704—1768) — полярный мореплаватель.
    - Назарий Степанович (1737—1806) — действительный статский советник, губернатор Архангельской губернии.
      - Муравьёв, Николай Назарович (1775—1845) — сенатор, статс-секретарь, тайный советник, управляющий С. Е. И. В. канцелярией.
        - Николай Николаевич Муравьёв-Амурский (1809—1881) — граф, генерал-губернатор Восточной Сибири (1847—1861), генерал от инфантерии.
        - Валериан Николаевич (1811—1869) — псковский губернатор, тайный советник, сенатор.
          - Николай Валерианович (1850—1908) — действительный тайный советник, министр юстиции и генерал-прокурор.
            - Валериан Николаевич (1885—1932) — философ и общественный деятель.

          - Валериан Валерианович (1861—1922[5])
          - Александр Валерианович (1863—1902) — камер-юнкер, курляндский вице-губернатор
          - Михаил Валерианович (1867—1932) — историк, краевед, первый директор Новгородского губернского архива, председатель Новгородского общества любителей древности.

### Двойные фамилии
- Муравьёв-Уральский, Владимир Михайлович (1882—1961) — епископ Муромский Николай.

## Описание гербов

#### Герб Муравьевых 1785 г.
В Гербовнике Анисима Титовича Князева 1785 года имеется изображение двух печатей с гербами представителей рода Муравьевых:
- Герб тайного советника, сенатора Никиты Артамоновича Муравьёва (1721—1799): щит разделён крестообразно на четыре части. В первой и четвёртой частях, в чёрном поле, золотая корона, сквозь которую, накрест, продеты два серебряных меча, остриём вверх. Во второй и третьей частях, в золотом поле, чёрный орёл с распростёртыми крыльями и повернутой головой влево. Щит увенчан коронованным дворянским шлемом с шейным клейнодом. Нашлемник: наполовину, орёл с распростёртыми крыльями и повернутой влево головой, держащий в клюве венок. Цветовая гамма намёта не определена. Щитодержатели: два грифона.
- Герб капитана 2-го ранга Алексея Михайловича Муравьёва (1769—1813): щит разделён крестообразно на четыре части. В первой и четвёртой частях, в чёрном поле, золотая корона, сквозь которую, накрест, продеты два серебряных меча, остриём вверх. Во второй и третьей частях, в золотом поле, чёрный орёл с распростёртыми крыльями, повернутой головой влево и держащий в клюве зелёный венок. Щит увенчан коронованным дворянским шлемом с шейным клейнодом в виде бус (нашлемник отсутствует). Цветовая гамма намёта не определена.

#### Герб. Часть I. № 59.
Герб дворян Муравьевых: в золотом четверочастном щите в первой и четвёртой частях, в золотом поле, по короне, из которой выходят положенные крестообразно меч и стрела, а во второй и третьей - по чёрному орлу, с распростёртыми крыльями и с венком в клюве.
Такой же вылетающий до половины орёл в нашлемнике. Намёт на щите золотой, подложен чёрным.

#### Герб. Часть II. № 138.
Герб лейб-компанца Игнатия Муравьева: щит разделен перпендикулярно на две части, из которых в правой в чёрном поле между трех серебряных пятиугольных звёзд изображено золотое стропило, с означенными на нём тремя горящими гранатами натурального цвета. В левой части, в серебряном поле, видны рассеянные муравьи. Щит увенчан обыкновенным дворянским шлемом, на котором наложена лейб-компании гренадерская шапка со страусовыми перьями, красным и белым, а по сторонам шапки видны два чёрных орлиных крыла и на них по три серебряных звезды. Намёт на щите чёрный, подложенный серебром и золотом.

#### Герб. Часть XVI. № 16.
Герб Владимира Муравьева-Апостола-Коробьина: щит поделён на четыре части, в середине малый щиток. В первой, золотой части, положенные накрест чёрная стрела, обращенная острием вниз и серебряный изогнутый меч с золотой рукояткой, обращённый острием вниз, продетые сквозь золотую дворянскую корону (герб Муравьёвых). Во второй и третьей голубых частях, вертикально, серебряная стрела, обращённая острием вверх, с двумя серебряными перекладинами (герб Апостолов). В четвёртой золотой части, чёрный орёл с распростертыми крыльями, с красными глазами, держащий в клюве зелёный лавровый венок (герб Муравьёвых). В малом золотом щитке, всадник в голубых латах, обращённый влево, на сером коне с чёрной гривой, копытами, хвостом, красными глазами и языком, красным чепраком. В руках всадника натянутый чёрный лук со стрелой, за плечами чёрный колчан со стрелами (герб Коробьиных). Над щитом три дворянских коронованных шлема. Нашлемники: среднего - три серебряных страусовых пера, правого - чёрный с распростёртыми крыльями орёл, держащий в клюве зелёный лавровый венок, левого - правая рука в стальных латах держит золотую булаву. Намёт чёрный, подложен золотом. Щитодержатели: два чёрных коня с золотыми глазами, языком и копытами. Девиз <<TRIA IN UNO>> золотыми буквами на чёрной ленте

#### Герб. Часть XVI. № 5.
Герб министра иностранных дел, гофмейстера Высочайшего двора графа Михаила Муравьёва: щит разделён парамидально на три части. В первой, золотой части, накрест положены опрокинутая чёрная стрела и серебряный с золотой рукоятью восточный меч с надетою на них до половины золотою дворянскою короною (что часть герба дворян Муравьевых). Во второй, золотой же части, чёрный одноглавый с приподнятыми крыльями орёл с красными глазами, держащий в клюве зелёный лавровый венок (что часть герба дворян же Муравьёвых). В третьей, красной треугольной части, на серебряном коне, покрытым трехконечным с золотой каймой ковром, серебряный всадник, поражающий золотым копьем с восьмиконечным крестом вверху чёрную трехглавую гидру. Над щитом графская корона, с тремя коронованными дворянскими шлемами. Нашлемники: среднего шлема - взлетающий Императорский орел, на его груди в красном щитке коронованный золотой вензель Александра II. Боковых шлемов - три страусовых пера: среднее - красное, крайние - золотые. Намёт красный, подложен золотом. Щитодержатели: два древнерусских воина: правый - с мечом в руке, левый - со щитом. Девиз <<НЕ ПОСРАМИМ ЗЕМЛИ РУССКОЙ>> золотыми буквами на красной ленте.

## Версия происхождения от Ратши
В некоторых источниках указывается происхождение рода Муравьёвых от Радши. Вероятнее всего, что в данном случае, родоначальник Василий Алаповской тождествен с находящимся в X колене от Ратши — Василием Тимофеевичем (у П.В. Долгорукова № 75), и тогда предками его должны быть:
1. Ратша-Ростислав-Стефан — прибыл из немец в Новгород, тиун в Киеве (1146).
2. Якун-Михаил Ратшич — новгородский посадник, умер в монашестве под именем Митрофан (1206).
3. Алекса-Горислав Якунович — новгородский боярин, в монашестве Варлаам (чудотворец новгородский), основал Хутынский монастырь († 1265 или 1243).
4. Гаврило Алексич  — боярин при Александре Невском, прославился в Невской битве (1240), убит не старым (1241).
5. Иван Гаврилович Морхиня.
6. Александр Иванович.
7. Григорий Александрович Пушка.
8. Василий Григорьевич Улита.
9. Тимофей Васильевич
10. Василий Тимофеевич Алаповской  — родоначальник Муравьёвых.

Вследствие появления родовых прозвищ в России только в XV веке (как это видно и у Муравьёвых) установить совершенно точно связь между Ратшой и Василием Алаповским весьма проблематично.
Род Алаповских угас, во всяком случае (до 1785), по крайней мере в делах рязанского дворянского депутатского собрания об Алаповских никаких сведений не имеется.